# Helikon (tijdschrift)
Helikon was een Nederlands poëzietijdschrift dat bestond van 1931-1939.

## Geschiedenis
In 1930 vatte de uitgever Sander Stols (1900-1973) het plan op een poëzietietijdschrift te beginnen. Een prospectus kondigde de verschijning ervan aan, ook van een luxe editie op Hollands papier, en van degenen die aan het eerste nummer zouden meewerken; het zou tienmaal per jaar moeten gaan verschijnen. Het eerste nummer verscheen in januari 1931.
Vanaf 1933 werd het tijdschrift uitgegeven door de firma Boosten & Stols. In 1935 dreigde de firma de uitgave te staken wegens de financiële resultaten ervan. In dat jaar bood Jo Landheer (1901-1986), dichteres en bevriend met Stols, haar diensten aan en zij werd daarna mederedacteur en ging 150 gulden per jaar in de exploitatie bijdragen. Vanaf 1936 trok Sander Stols zich geheel terug uit het tijdschrift; de uitgave werd voortgezet door Boosten & Stols onder redactie van Jo Landheer. In 1939 gaf Landheer te kennen het tijdschrift niet langer financieel te kunnen steunen. Daarop besliste Boosten & Stols de uitgave ervan stop te zetten en hield het op te bestaan.
In het tijdschrift hadden vooral in de eerste jaargang belangrijke dichters gepubliceerd, meestens zij die bevriend waren met redacteur en uitgever Stols. Het betrof bijvoorbeeld J.C. Bloem, Jan Campert, Jan Engelman, Jan Greshoff, E. du Perron, Simon Vestdijk en Hendrik de Vries. Jo Landheer bracht tijdens haar redacteurschap nog andere dichters in, zoals Willem de Mérode en P.C. Boutens.
Na beëindiging van het tijdschrift begon Stols de zogenaamde Helikonreeks.
Boekenreeksen: Trajectum ad Mosam · To the happy few · Halcyon · Luchtkastelen · Helikonreeks · Orpheus · Atlantis

Tijdschriften: Halcyon · Helikon · De Vrije Bladen (18e jaargang)

Overige uitgaven: Verzamelde gedichten (J.C. Bloem) · Broeder Bernard (P.N. van Eyck) · Hartslag (Morriën) · Landwind (Morriën) · De boodschap van het Wilhelmus · Het exlibris der Nederlandse medici